# Allium tokaliense
Allium tokaliense là một loài thực vật có hoa trong họ Amaryllidaceae. Loài này được Kamelin & Levichev mô tả khoa học đầu tiên năm 1986.